# Asta schaffneri
Asta schaffneri är en korsblommig växtart som först beskrevs av Sereno Watson, och fick sitt nu gällande namn av Otto Eugen Schulz. Asta schaffneri ingår i släktet Asta och familjen korsblommiga växter.

## Underarter
Arten delas in i följande underarter:
- A. s. pringlei
- A. s. schaffneri